# Raffaele Ferrara
Raffaele Ferrara (Nàpols, 3 d'octubre del 1976) va ser un ciclista italià, professional del 2001 al 2010.

## Palmarès
- 1998
  - 1r a l'Astico-Brenta
- 2000
  - 1r al Girobio i vencedor de 2 etapes
  - 1r al Giro del Friül-Venècia Júlia
  - 1r al Giro del Cigno

### Resultats al Tour de França
- 2003. Abandona (14a etapa)

### Resultats a la Volta a Espanya
- 2002. Abandona (16a etapa)